# حمدان بن راشد آل مکتوم
حمدان بن راشد آل مکتوم (زادهٔ ۲۵ دسامبر ۱۹۴۵ – درگذشتهٔ ۲۴ مارس ۲۰۲۱) معاون حاکم دبی و وزیر دارایی و صنعت امارات متحده عربی بود. او دومین پسر امیر پیشین دبی راشد بن سعید آل مکتوم بود که در تاریخ ۲۴ مارس ۲۰۲۱ درگذشت.
او و برادرش محمد بن راشد آل مکتوم، شرکت دی‌پی ورلد را همراه با شرکت دبی هولدینگ و شرکت‌های تابعه متعددی که سرمایه‌گذاری‌های گسترده‌ای در هتل‌ها، ساختمان‌های آپارتمانی، بانکداری و مالی و مراکز بهداشتی درمانی دارند، کنترل می‌کردند. حمد بن رشید آل مکتوم رئیس هیئت امارات متحده عربی در صندوق بین‌المللی پول و صندوق اوپک بود.